# Tapetka pokrzywiona

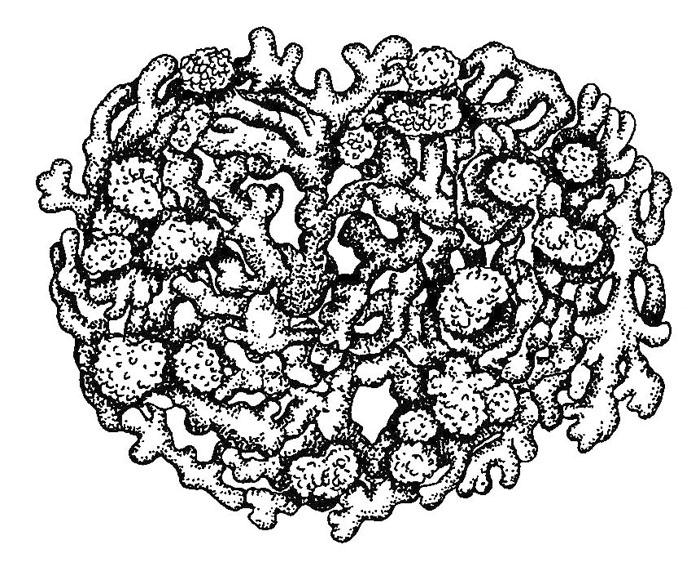

Tapetka pokrzywiona (Arctoparmelia incurva (Pers.) Hale) – gatunek grzybów należący do rodziny tarczownicowatych (Parmeliaceae). Ze względu na współżycie z glonami zaliczany jest do porostów.

## Systematyka i nazewnictwo
Pozycja w klasyfikacji według Index Fungorum: Arctoparmelia, Parmeliaceae, Lecanorales, Lecanoromycetidae, Lecanoromycetes, Pezizomycotina, Ascomycota, Fungi.
Po raz pierwszy takson ten zdiagnozował w 1794 r. Christiaan Hendrik Persoon nadając mu nazwę Lichen incurvus'. Obecną, uznaną przez Index Fungorum nazwę nadał mu w 1918 r. M.E. Hale, przenosząc go do rodzaju Arctoparmelia.
Synonim:

- Imbricaria incurva (Pers.) DC. 1805
- Imbricaria incurva (Pers.) DC. 1805, incurva
- Lichen incurvus Pers. 1794
- Lichen multifidus Dicks. 1793
- Lobaria incurva (Pers.) Ach. 1803
- Parmelia incurva (Pers.) Fr. 1826
- Parmelia incurva (Pers.) Fr. 1826 f. incurva
- Parmelia incurva (Pers.) Fr. 1826 var. incurva
- Parmelia multifida A.L. Sm. 1918
- Parmelia multifida Schaer. 1842
- Placodium incurvum (Pers.) Frege 1812
- Xanthoparmelia incurva (Pers.) Hale 1974

Nazwa polska według Krytycznej listy porostów i grzybów naporostowych Polski.

## Morfologia
Plecha listkowata, stłoczona, o płatach promienistych, na przekroju poprzecznym wypukłych, ze zwężonymi końcami. Powierzchnia górna gładka, drobno pomarszczona, czasami spękana, o barwie zielonej, żółtej, szarożółtej, szarej, oprószona. Brak izydiów, występują natomiast na obrzeżach rzęski, a na górnej powierzchni duże, kuliste soralia o barwie takiej jak plecha. Owocniki typu apotecjum lekanorowe rzadko występujące, amyloidalne. Dolna powierzchnia o barwie od szarej do czarnej z nierozgałęzionymi chwytnikami.
Askospory elipsoidalne, o średnicy około 8 μm, jednokomórkowe, hialinowe. Brak fotobiontów pierwotnych, występują fotobionty w cefalodiach.
Kwasy porostowe: kwas α-kollatolowy, kwas aleksonowy, atranorin, chloroatranorin, kwas protocetrariowy, kwas usninowy.

## Występowanie
Występuje wokółbiegunowo na półkuli północnej. Północna granica zasięgu biegnie przez Alaskę, północne rejony Kanady, Grenlandię, archipelag Svalbard i północne rejony Syberii. Najdalej na północy występuje na archipelagu Svalbard (około 80° szerokości geograficznej). Południowa granica zasięgu w Europie biegnie przez środkową Anglię i Centralne Karpaty Zachodnie.
W piśmiennictwie polskim po II wojnie światowej podano stanowiska tego gatunku w Sudetach, Górach Świętokrzyskich, Tatrach i na Pojezierzu Suwalsko-Augustowskim i Wysoczyźnie. W Polsce podlega ścisłej ochronie, nie znajduje się jednak na liście gatunków zagrożonych.
Występuje na skałach krzemianowych.